# Ražem
Ražem je priimek v Sloveniji, ki ga je po podatkih Statističnega urada Republike Slovenije na dan 1. januarja 2012 uporabljalo 85 oseb.

## Znani nosilci priimka
- Joahim Ražem (1886—1966), odvetnik, organizator in prosvetni delavec
- Hrabroslav Ražem (1863—1908), organist, zborovodja in skladatelj
- Karlo Ražem, zamejski narodnokulturni delavec v Italiji
- Patrik Ražem, športni plesalec
- Srečko Ražem (1888—1960), organist in zborovodja
- Tamara Ražem Locatelli, glasbenica pianistka, glasbena pedagoginja, zborovodkinja
- Vladimir Ražem (1908—?), pomorščak in zamejski ljubiteljski slikar